# مونته بلو (انتیوکیا)
مونته بلو (انگلیسی: Montebello, Antioquia) یک منطقه مسکونی در کشور کلمبیا است.